# Diaphus taaningi
Diaphus taaningi är en fiskart som beskrevs av Norman, 1930. Diaphus taaningi ingår i släktet Diaphus och familjen prickfiskar. Inga underarter finns listade i Catalogue of Life.